# Hindelbank
Hindelbank ist eine politische Gemeinde im Verwaltungskreis Emmental des Schweizer Kantons Bern.

## Geographie
Hindelbank liegt auf 519 m ü. M., 6 km westlich von Burgdorf und 12 km nordöstlich der Kantonshauptstadt Bern (Luftlinie). Das langgezogene Strassendorf erstreckt sich in einer leicht gewellten Landschaft am südlichen Rand der Schwemmebene der Emme, am Fuss der Molassehügel des höheren Schweizer Mittellandes.
Die Fläche des 6,7 km² grossen Gemeindegebiets umfasst einen Abschnitt des Berner Mittellandes. Das Relief wurde während der Eiszeit durch den Rhonegletscher geprägt; es ist leicht gewellt und mit Grundmoränenmaterial aufgefüllt. Die nördliche Grenze verläuft auf kurzer Strecke entlang der kanalisierten Urtenen, ansonsten ist das Gebiet im Westen und Norden durch die Verkehrsstränge von Autobahn A1 und Neubaustrecke der Bahnlinie Bern–Olten (Bahn 2000) begrenzt.
Von hier erstreckt sich der Gemeindeboden nach Südosten über einen leicht ansteigenden Hang in das Chräiholz und auf das Plateau des Mooses. Daran schliessen die ersten waldigen Hügel der Molassehöhen an, nämlich der Schnarz (627 m ü. M.) ganz im Süden und der Haselberg im Südosten, auf dem mit 645 m ü. M. der höchste Punkt von Hindelbank erreicht wird. Ganz im Norden gehört auch das Naturschutzgebiet Heidmoos im Hurstwald zu Hindelbank. Von der Gemeindefläche entfielen 1997 16 % auf Siedlungen, 22 % auf Wald und Gehölze und 62 % auf Landwirtschaft.
Zu Hindelbank gehören ausgedehnte neue Wohnquartiere, der Weiler Wiler (530 m ü. M.) in der Talmulde zwischen Schnarz und Haselberg mit der Frauenstrafanstalt Schloss Hindelbank und einige Einzelhöfe, sowie seit 1. Januar 2021 die  Ortschaft Mötschwil.
Nachbargemeinden von Hindelbank sind Kernenried, Lyssach, Krauchthal, Bäriswil, Mattstetten und Münchringen.

## Bevölkerung
Mit 2791 Einwohnern (Stand 31. Dezember 2023) gehört Hindelbank zu den mittelgrossen Gemeinden des Kantons Bern. Im Jahr w000 waren von den Bewohnern 92,9 % deutschsprachig, 1,2 % französischsprachig, und 0,9 % sprachen Portugiesisch. Die Bevölkerungszahl von Hindelbank belief sich 1850 auf 651 Einwohner, 1900 auf 1006 Einwohner. Im Verlauf des 20. Jahrhunderts stieg die Bevölkerungszahl bis 1960 leicht auf 1221 Personen an. Seither wurde eine deutliche Bevölkerungszunahme verzeichnet.

## Politik
Der Gemeinderat besteht aus sieben Mitgliedern. Gemeindepräsident ist Daniel Wenger (SVP/parteilos), welcher zuletzt 2024 in stiller Wahl bestätigt wurde.
Die Stimmenanteile der Parteien anlässlich der Nationalratswahl 2023 betrugen: SVP 34,4 % (−3,1 %), SP 17,3 % (+5,3 %), Mitte 11,9 % (−1,7 %), glp 9,8 % (+1,1 %), GPS 7,9 % (−2,0 %), FDP 7,1 % (+0,3 %), EVP 4,4 % (−0,6 %), EDU 3,1 % (+0,8 %).

## Wirtschaft
Hindelbank war bis zu Beginn des 20. Jahrhunderts ein vorwiegend durch die Landwirtschaft geprägtes Dorf. Die allmähliche Industrialisierung setzte 1888 mit der Gründung einer Hefefabrik ein; später kamen eine Biskuitfabrik und eine Wäscherei dazu.
Noch heute haben der Ackerbau, der Obstbau und die Viehzucht einen wichtigen Stellenwert in der Erwerbsstruktur der Bevölkerung. Zahlreiche weitere Arbeitsplätze sind im lokalen Kleingewerbe und im Dienstleistungssektor vorhanden. Neben den bereits erwähnten Betrieben sind heute in Hindelbank kleinere und mittlere Unternehmen des Baugewerbes, der Textilbranche, des Maschinenbaus, des Transportgewerbes, mechanische Werkstätten und ein Kies- und Betonwerk vertreten. Hindelbank ist Standort einer Sekundarschule. In den letzten Jahrzehnten hat sich das Dorf auch zu einer Wohngemeinde entwickelt. Grössere Wohnquartiere entstanden vor allem am östlichen Dorfrand. Viele Erwerbstätige sind deshalb Wegpendler, die hauptsächlich in der Region Burgdorf und in der Agglomeration Bern arbeiten.
Auf dem Gelände des Schlosses Hindelbank befindet sich die einzige Strafvollzugsanstalt für Frauen in der deutschsprachigen Schweiz.

## Verkehr
Die Gemeinde ist verkehrsmässig gut erschlossen. Sie liegt an der Hauptstrass 1 von Bern nach Zürich, von der hier eine Verbindung nach Burgdorf abzweigt. Der nächste Anschluss an die Autobahn A1 (Bern–Zürich) befindet sich rund 5 km vom Ortskern entfernt. Am 16. Juni 1857 wurde die Eisenbahnlinie von Herzogenbuchsee nach Bern mit einem Bahnhof in Hindelbank in Betrieb genommen. Für die Feinverteilung im öffentlichen Verkehr sorgt die Buslinie 451 der Postauto Schweiz AG, welche die Strecke von Hindelbank über Krauchthal nach Bolligen bedient.

## Geschichte

Luftbild aus 300 m von Walter Mittelholzer (1922)

Einige Mauerreste westlich von Hindelbank deuten auf eine Besiedlung des Gemeindegebietes während der Römerzeit hin. Die erste urkundliche Erwähnung des Ortes erfolgte 1261 unter dem Namen Hindelwanch. Später erschienen die Bezeichnungen Hundelwanc (1275), Hundilwanch (1295), Hundelwang (1328) und Hindelbank (1401). Der Ortsname geht vermutlich auf die althochdeutschen Wörter wang (Wiese) und hintila (Hirschkuh) zurück und bedeutet demnach Wiese, wo Hirschkühe weiden. Diese Deutung des Ortsnamens diente als Grundlage für die Gestaltung des Gemeindewappens. Andere Quellen deuten den Namen als Wiese des Hundilo.
Seit dem Mittelalter bildete Hindelbank eine eigene Herrschaft unter der Oberhoheit der Grafen von Kyburg. Die zunächst der Berner Familie Münzer gehörende Herrschaft erfuhr seit 1363 zahlreiche Besitzerwechsel, bevor sie 1721 in den Besitz von Hieronymus von Erlach gelangte. Zur gleichen Zeit wurde die Herrschaft Bäriswil in diejenige von Hindelbank eingegliedert. Im Jahr 1406 kam Hindelbank unter die Oberhoheit von Bern und wurde dem Landgericht Zollikofen zugeteilt.
Nach dem Zusammenbruch des Ancien Régime (1798) gehörte das Dorf während der Helvetik zum Distrikt Burgdorf und ab 1803 zum Oberamt Burgdorf, das mit der neuen Kantonsverfassung von 1831 den Status eines Amtsbezirks erhielt. Von 1839 bis 1918 befand sich in Hindelbank das staatliche Lehrerinnen- und Arbeitslehrerinnenseminar.

## Sehenswürdigkeiten

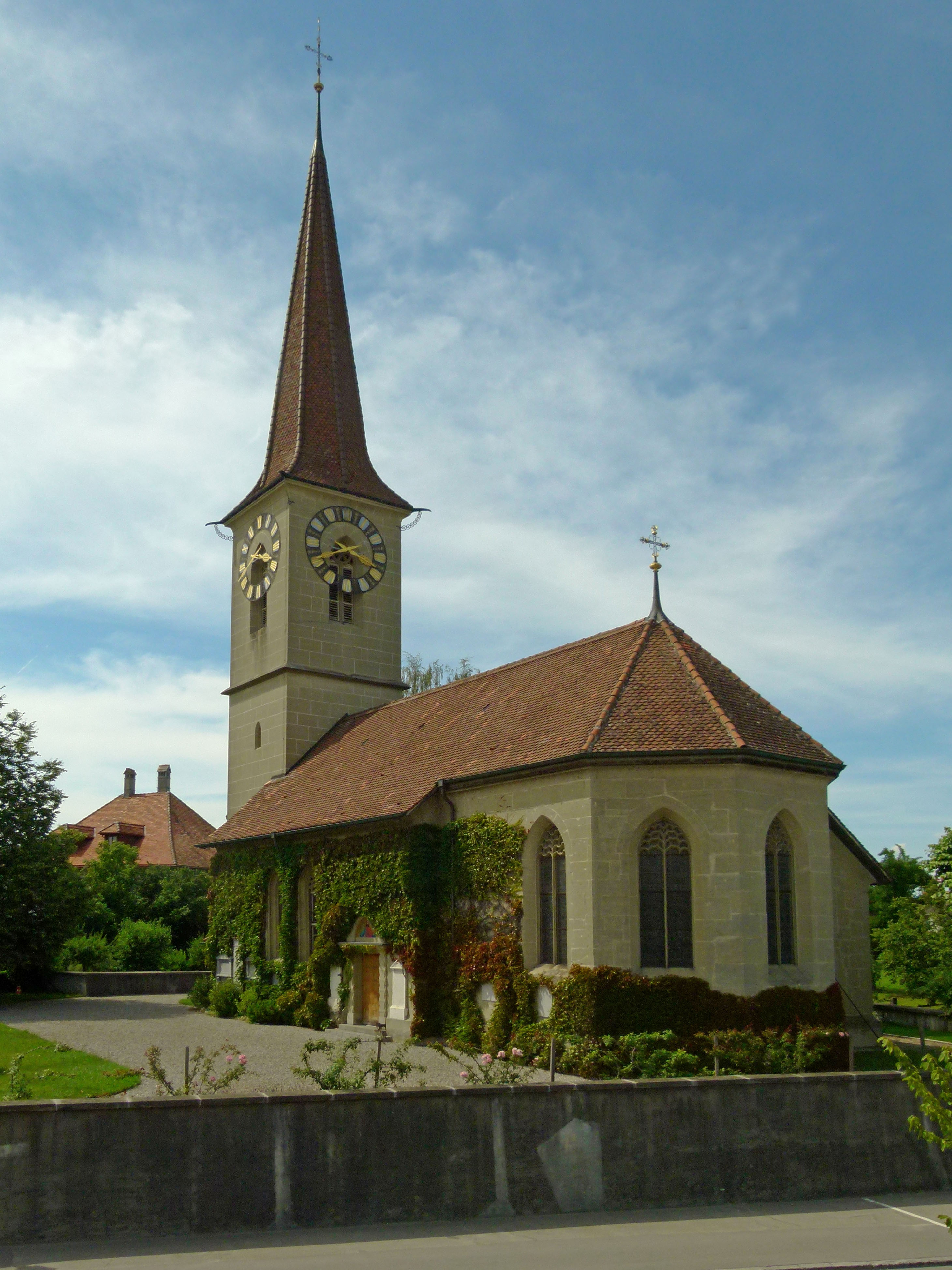
Reformierte Kirche von Hindelbank

Die reformierte Kirche von Hindelbank geht im Kern auf das frühe 16. Jahrhundert zurück. Nach einem Brand wurde das Gotteshaus 1911–1912 von Karl Indermühle weitgehend neu erbaut. Die Kirche besitzt eine von Johann August Nahl (dem Älteren) geschaffene Grabplatte für Maria Magdalena Langhans. Die Grabplatte zählte im 18. Jahrhundert zu den meistbewunderten Kunstwerken Europas. Sie zog damit viele Bildungsreisende, u. a. auch Johann Wolfgang von Goethe, nach Hindelbank.
Am Hang südlich des Dorfes steht das 1720 für Hieronymus von Erlach durch Daniel Stürler nach Plänen von Joseph Abeille gebaute Schloss Hindelbank (heute Verwaltungsgebäude der Strafanstalt Anstalten Hindelbank), das an der Stelle einer Burg aus dem 15. Jahrhundert errichtet wurde. Es handelt sich um eine vierflügelige Anlage mit einem Barockgarten. Angebaut sind moderne Bauten der Frauenstrafanstalt.

## Persönlichkeiten
- Robert von Erlach (1794–1879), Gutsbesitzer und Politiker
- Pole Lehmann (1924–2016), Maler, Zeichner und Pädagoge
- Marlen Reusser (* 1991), Radsportlerin